# Баєсова лінійна регресія
Ба́єсова ліні́йна регре́сія в статистиці — це підхід до лінійної регресії, в якому статистичний аналіз застосовується в контексті баєсового висновування. Якщо помилки регресійної моделі мають нормальний розподіл і якщо розглядається певна форма апріорного розподілу, то для апостеріорного розподілу ймовірності параметрів моделі доступні точні результати.

## Налаштування моделі
Розгляньмо стандартну задачу лінійної регресії, в якій для {\displaystyle i=1,...,n} ми вказуємо умовну ймовірність {\displaystyle y_{i}} для заданого вектора {\displaystyle k\times 1} провісників {\displaystyle \mathbf {x} _{i}}:
{\displaystyle y_{i}=\mathbf {x} _{i}^{\rm {T}}{\boldsymbol {\beta }}+\epsilon _{i},}
де {\displaystyle {\boldsymbol {\beta }}} є вектором завдовжки {\displaystyle k\times 1}, а {\displaystyle \epsilon _{i}} є незалежними однаково розподіленими випадковими величинами з нормальним розподілом:
{\displaystyle \epsilon _{i}\sim N(0,\sigma ^{2}).}
Це відповідає такій функції правдоподібності:
{\displaystyle \rho (\mathbf {y} |\mathbf {X} ,{\boldsymbol {\beta }},\sigma ^{2})\propto (\sigma ^{2})^{-n/2}\exp \left(-{\frac {1}{2{\sigma }^{2}}}(\mathbf {y} -\mathbf {X} {\boldsymbol {\beta }})^{\rm {T}}(\mathbf {y} -\mathbf {X} {\boldsymbol {\beta }})\right).}
Розв'язком звичайних найменших квадратів є оцінка вектора коефіцієнтів за допомогою псевдообернення Мура-Пенроуза:
{\displaystyle {\hat {\boldsymbol {\beta }}}=(\mathbf {X} ^{\rm {T}}\mathbf {X} )^{-1}\mathbf {X} ^{\rm {T}}\mathbf {y} }
де {\displaystyle \mathbf {X} } є матрицею плану {\displaystyle n\times k}, кожен з рядків якої є вектором провісників {\displaystyle \mathbf {x} _{i}^{\rm {T}}}, а {\displaystyle \mathbf {y} } є вектором-стовпцем {\displaystyle [y_{1}\;\cdots \;y_{n}]^{\rm {T}}}.
Це є частотним підходом, що передбачає наявність достатньої кількості вимірювань, щоби сказати щось суттєве про {\displaystyle {\boldsymbol {\beta }}}. За баєсового ж підходу дані надаються з додатковою інформацією у вигляді апріорного розподілу ймовірності. Ці апріорні переконання про параметри поєднуються з функцією правдоподібності даних згідно з теоремою Баєса для отримання апостеріорного переконання про параметри {\displaystyle {\boldsymbol {\beta }}} та {\displaystyle \sigma }. Це апріорне може мати різний функціональний вигляд в залежності від області визначення та інформації, що доступна апріорі.

## Зі спряженими апріорними

### Спряжений апріорний розподіл
Для довільного апріорного розподілу може не існувати аналітичного розв'язку задачі пошуку апостеріорного розподілу. В цьому розділі ми розглянемо так зване спряжене апріорне, для якого апостеріорний розподіл може бути виведено аналітично.
Апріорне {\displaystyle \rho ({\boldsymbol {\beta }},\sigma ^{2})} є спряженим до функції правдоподібності, якщо вона має такий самий функційний вигляд по відношенню до {\displaystyle {\boldsymbol {\beta }}} та {\displaystyle \sigma }. Оскільки логарифмічна правдоподібність є квадратичною в {\displaystyle {\boldsymbol {\beta }}}, логарифмічна правдоподібність переписується так, що правдоподібність стає нормальною в {\displaystyle ({\boldsymbol {\beta }}-{\hat {\boldsymbol {\beta }}})}. Запишімо
{\displaystyle {\begin{aligned}(\mathbf {y} -\mathbf {X} {\boldsymbol {\beta }})^{\rm {T}}(\mathbf {y} -\mathbf {X} {\boldsymbol {\beta }})&=(\mathbf {y} -\mathbf {X} {\hat {\boldsymbol {\beta }}})^{\rm {T}}(\mathbf {y} -\mathbf {X} {\hat {\boldsymbol {\beta }}})\\&+({\boldsymbol {\beta }}-{\hat {\boldsymbol {\beta }}})^{\rm {T}}(\mathbf {X} ^{\rm {T}}\mathbf {X} )({\boldsymbol {\beta }}-{\hat {\boldsymbol {\beta }}}).\end{aligned}}}
Логарифмічна правдоподібність тепер переписується як
{\displaystyle {\begin{aligned}\rho (\mathbf {y} |\mathbf {X} ,{\boldsymbol {\beta }},\sigma ^{2})&\propto (\sigma ^{2})^{-v/2}\exp \left(-{\frac {vs^{2}}{2{\sigma }^{2}}}\right)(\sigma ^{2})^{-(n-v)/2}\\&\times \exp \left(-{\frac {1}{2{\sigma }^{2}}}({\boldsymbol {\beta }}-{\hat {\boldsymbol {\beta }}})^{\rm {T}}(\mathbf {X} ^{\rm {T}}\mathbf {X} )({\boldsymbol {\beta }}-{\hat {\boldsymbol {\beta }}})\right),\end{aligned}}}
де
{\displaystyle vs^{2}=(\mathbf {y} -\mathbf {X} {\hat {\boldsymbol {\beta }}})^{\rm {T}}(\mathbf {y} -\mathbf {X} {\hat {\boldsymbol {\beta }}}),} та {\displaystyle v=n-k,}
де {\displaystyle k} є кількістю коефіцієнтів регресії.
Це підказує такий вигляд апріорного:
{\displaystyle \rho ({\boldsymbol {\beta }},\sigma ^{2})=\rho (\sigma ^{2})\rho ({\boldsymbol {\beta }}|\sigma ^{2}),}
де {\displaystyle \rho (\sigma ^{2})} є оберненим гамма-розподілом
{\displaystyle \rho (\sigma ^{2})\propto (\sigma ^{2})^{-(v_{0}/2+1)}\exp \left(-{\frac {v_{0}s_{0}^{2}}{2{\sigma }^{2}}}\right).}
У записі, запропонованому в статті про обернений гамма-розподіл, це є густиною розподілу {\displaystyle {\text{Inv-Gamma}}(a_{0},b_{0})} з {\displaystyle a_{0}=v_{0}/2} та {\displaystyle b_{0}={\frac {1}{2}}v_{0}s_{0}^{2}} з {\displaystyle v_{0}} та {\displaystyle s_{0}^{2}} як апріорних значень {\displaystyle v} та {\displaystyle s^{2}} відповідно. Рівносильно, це також може бути описано як зважений обернений розподіл хі-квадрат, {\displaystyle {\mbox{Scale-inv-}}\chi ^{2}(v_{0},s_{0}^{2}).}
Далі густина умовного апріорного {\displaystyle \rho ({\boldsymbol {\beta }}|\sigma ^{2})} є нормальним розподілом,
{\displaystyle \rho ({\boldsymbol {\beta }}|\sigma ^{2})\propto (\sigma ^{2})^{-k/2}\exp \left(-{\frac {1}{2{\sigma }^{2}}}({\boldsymbol {\beta }}-{\boldsymbol {\mu }}_{0})^{\rm {T}}\mathbf {\Lambda } _{0}({\boldsymbol {\beta }}-{\boldsymbol {\mu }}_{0})\right).}
У записі нормального розподілу густина умовного апріорного є {\displaystyle {\mathcal {N}}\left({\boldsymbol {\mu }}_{0},\sigma ^{2}\mathbf {\Lambda } _{0}^{-1}\right).}

### Апостеріорний розподіл
Із вже визначеним апріорним, апостеріорний розподіл може бути виражено як
{\displaystyle \rho ({\boldsymbol {\beta }},\sigma ^{2}|\mathbf {y} ,\mathbf {X} )\propto \rho (\mathbf {y} |\mathbf {X} ,{\boldsymbol {\beta }},\sigma ^{2})\rho ({\boldsymbol {\beta }}|\sigma ^{2})\rho (\sigma ^{2})}
{\displaystyle \propto (\sigma ^{2})^{-n/2}\exp \left(-{\frac {1}{2{\sigma }^{2}}}(\mathbf {y} -\mathbf {X} {\boldsymbol {\beta }})^{\rm {T}}(\mathbf {y} -\mathbf {X} {\boldsymbol {\beta }})\right)}
{\displaystyle \times (\sigma ^{2})^{-k/2}\exp \left(-{\frac {1}{2{\sigma }^{2}}}({\boldsymbol {\beta }}-{\boldsymbol {\mu }}_{0})^{\rm {T}}{\boldsymbol {\Lambda }}_{0}({\boldsymbol {\beta }}-{\boldsymbol {\mu }}_{0})\right)}
{\displaystyle \times (\sigma ^{2})^{-(a_{0}+1)}\exp \left(-{\frac {b_{0}}{{\sigma }^{2}}}\right).}
За певного переформулювання апостеріорне може бути переписано так, що апостеріорне середнє {\displaystyle {\boldsymbol {\mu }}_{n}} вектора параметрів {\displaystyle {\boldsymbol {\beta }}} може бути виражено в термінах оцінки найменших квадратів {\displaystyle {\hat {\boldsymbol {\beta }}}} та апріорного середнього {\displaystyle {\boldsymbol {\mu }}_{0}}, де підтримка апріорного вказується матрицею точності апріорного {\displaystyle {\boldsymbol {\Lambda }}_{0}}
{\displaystyle {\boldsymbol {\mu }}_{n}=(\mathbf {X} ^{\rm {T}}\mathbf {X} +{\boldsymbol {\Lambda }}_{0})^{-1}(\mathbf {X} ^{\rm {T}}\mathbf {X} {\hat {\boldsymbol {\beta }}}+{\boldsymbol {\Lambda }}_{0}{\boldsymbol {\mu }}_{0}).}
Для підтвердження того, що {\displaystyle {\boldsymbol {\mu }}_{n}} дійсно є апостеріорним середнім, квадратні члени в експоненті може бути переформульовано як квадратичну форму в {\displaystyle {\boldsymbol {\beta }}-{\boldsymbol {\mu }}_{n}}.
{\displaystyle (\mathbf {y} -\mathbf {X} {\boldsymbol {\beta }})^{\rm {T}}(\mathbf {y} -\mathbf {X} {\boldsymbol {\beta }})+({\boldsymbol {\beta }}-{\boldsymbol {\mu }}_{0})^{\rm {T}}{\boldsymbol {\Lambda }}_{0}({\boldsymbol {\beta }}-{\boldsymbol {\mu }}_{0})=}
{\displaystyle ({\boldsymbol {\beta }}-{\boldsymbol {\mu }}_{n})^{\rm {T}}(\mathbf {X} ^{\rm {T}}\mathbf {X} +{\boldsymbol {\Lambda }}_{0})({\boldsymbol {\beta }}-{\boldsymbol {\mu }}_{n})+\mathbf {y} ^{\rm {T}}\mathbf {y} -{\boldsymbol {\mu }}_{n}^{\rm {T}}(\mathbf {X} ^{\rm {T}}\mathbf {X} +{\boldsymbol {\Lambda }}_{0}){\boldsymbol {\mu }}_{n}+{\boldsymbol {\mu }}_{0}^{\rm {T}}{\boldsymbol {\Lambda }}_{0}{\boldsymbol {\mu }}_{0}.}
Тепер апостеріорне може бути виражено як добуток нормального розподілу на обернений гамма-розподіл:
{\displaystyle \rho ({\boldsymbol {\beta }},\sigma ^{2}|\mathbf {y} ,\mathbf {X} )\propto (\sigma ^{2})^{-k/2}\exp \left(-{\frac {1}{2{\sigma }^{2}}}({\boldsymbol {\beta }}-{\boldsymbol {\mu }}_{n})^{\rm {T}}(\mathbf {X} ^{\rm {T}}\mathbf {X} +\mathbf {\Lambda } _{0})({\boldsymbol {\beta }}-{\boldsymbol {\mu }}_{n})\right)}
{\displaystyle \times (\sigma ^{2})^{-(n+2a_{0})/2-1}\exp \left(-{\frac {2b_{0}+\mathbf {y} ^{\rm {T}}\mathbf {y} -{\boldsymbol {\mu }}_{n}^{\rm {T}}(\mathbf {X} ^{\rm {T}}\mathbf {X} +{\boldsymbol {\Lambda }}_{0}){\boldsymbol {\mu }}_{n}+{\boldsymbol {\mu }}_{0}^{\rm {T}}{\boldsymbol {\Lambda }}_{0}{\boldsymbol {\mu }}_{0}}{2{\sigma }^{2}}}\right).}
Отже, апостеріорний розподіл може бути параметризовано таким чином.
{\displaystyle \rho ({\boldsymbol {\beta }},\sigma ^{2}|\mathbf {y} ,\mathbf {X} )\propto \rho ({\boldsymbol {\beta }}|\sigma ^{2},\mathbf {y} ,\mathbf {X} )\rho (\sigma ^{2}|\mathbf {y} ,\mathbf {X} ),}
де ці два множники відповідають густинам розподілів {\displaystyle {\mathcal {N}}\left({\boldsymbol {\mu }}_{n},\sigma ^{2}{\boldsymbol {\Lambda }}_{n}^{-1}\right)} та {\displaystyle {\text{Inv-Gamma}}\left(a_{n},b_{n}\right)}, з їхніми параметрами, що задаються як
{\displaystyle {\boldsymbol {\Lambda }}_{n}=(\mathbf {X} ^{\rm {T}}\mathbf {X} +\mathbf {\Lambda } _{0}),\quad {\boldsymbol {\mu }}_{n}=({\boldsymbol {\Lambda }}_{n})^{-1}(\mathbf {X} ^{\rm {T}}\mathbf {X} {\hat {\boldsymbol {\beta }}}+{\boldsymbol {\Lambda }}_{0}{\boldsymbol {\mu }}_{0}),}
{\displaystyle a_{n}=a_{0}+{\frac {n}{2}},\qquad b_{n}=b_{0}+{\frac {1}{2}}(\mathbf {y} ^{\rm {T}}\mathbf {y} +{\boldsymbol {\mu }}_{0}^{\rm {T}}{\boldsymbol {\Lambda }}_{0}{\boldsymbol {\mu }}_{0}-{\boldsymbol {\mu }}_{n}^{\rm {T}}{\boldsymbol {\Lambda }}_{n}{\boldsymbol {\mu }}_{n}).}
Це може інтерпретуватися як баєсове навчання, де параметри уточнюються відповідно до наступних рівнянь.
{\displaystyle {\boldsymbol {\mu }}_{n}=(\mathbf {X} ^{\rm {T}}\mathbf {X} +{\boldsymbol {\Lambda }}_{0})^{-1}({\boldsymbol {\Lambda }}_{0}{\boldsymbol {\mu }}_{0}+\mathbf {X} ^{\rm {T}}\mathbf {X} {\hat {\boldsymbol {\beta }}})=(\mathbf {X} ^{\rm {T}}\mathbf {X} +{\boldsymbol {\Lambda }}_{0})^{-1}({\boldsymbol {\Lambda }}_{0}{\boldsymbol {\mu }}_{0}+\mathbf {X} ^{\rm {T}}\mathbf {y} ),}
{\displaystyle {\boldsymbol {\Lambda }}_{n}=(\mathbf {X} ^{\rm {T}}\mathbf {X} +{\boldsymbol {\Lambda }}_{0}),}
{\displaystyle a_{n}=a_{0}+{\frac {n}{2}},}
{\displaystyle b_{n}=b_{0}+{\frac {1}{2}}(\mathbf {y} ^{\rm {T}}\mathbf {y} +{\boldsymbol {\mu }}_{0}^{\rm {T}}{\boldsymbol {\Lambda }}_{0}{\boldsymbol {\mu }}_{0}-{\boldsymbol {\mu }}_{n}^{\rm {T}}{\boldsymbol {\Lambda }}_{n}{\boldsymbol {\mu }}_{n}).}

### Свідчення моделі
Свідчення моделі {\displaystyle p(\mathbf {y} |m)} є ймовірністю даних за заданої моделі {\displaystyle m}. Воно також відоме як відособлена правдоподібність, а також як передбачувана апріорна густина. Тут модель визначається функцією правдоподібності {\displaystyle p(\mathbf {y} |\mathbf {X} ,{\boldsymbol {\beta }},\sigma )} та апріорним розподілом параметрів, тобто, {\displaystyle p({\boldsymbol {\beta }},\sigma )}. Свідчення моделі фіксує одним числом, наскільки гарно така модель пояснює ці спостереження. Свідчення моделі баєсової лінійної регресії, представлене в цьому розділі, може застосовуватись для порівняння конкурентних лінійних моделей баєсовим порівнянням моделей. Ці моделі можуть відрізнятися як кількістю та значеннями змінних-провісників, так і своїми апріорними параметрами моделі. Складність моделі вже враховано свідченням моделі, оскільки воно відособлює параметри інтегруванням {\displaystyle p(\mathbf {y} ,{\boldsymbol {\beta }},\sigma |\mathbf {X} )} над усіма можливими значеннями {\displaystyle {\boldsymbol {\beta }}} та {\displaystyle \sigma }.
{\displaystyle p(\mathbf {y} |m)=\int p(\mathbf {y} |\mathbf {X} ,{\boldsymbol {\beta }},\sigma )\,p({\boldsymbol {\beta }},\sigma )\,d{\boldsymbol {\beta }}\,d\sigma }
Цей інтеграл може бути обчислено аналітично, а розв'язок представлено наступним рівнянням.
{\displaystyle p(\mathbf {y} |m)={\frac {1}{(2\pi )^{n/2}}}{\sqrt {\frac {\det({\boldsymbol {\Lambda }}_{0})}{\det({\boldsymbol {\Lambda }}_{n})}}}\cdot {\frac {b_{0}^{a_{0}}}{b_{n}^{a_{n}}}}\cdot {\frac {\Gamma (a_{n})}{\Gamma (a_{0})}}}
Тут {\displaystyle \Gamma } позначає гамма-функцію. Оскільки ми обрали спряжене апріорне, то відособлену правдоподібність також може бути легко обчислено розв'язанням наступного рівняння для довільних значень {\displaystyle {\boldsymbol {\beta }}} та {\displaystyle \sigma }.
{\displaystyle p(\mathbf {y} |m)={\frac {p({\boldsymbol {\beta }},\sigma |m)\,p(\mathbf {y} |\mathbf {X} ,{\boldsymbol {\beta }},\sigma ,m)}{p({\boldsymbol {\beta }},\sigma |\mathbf {y} ,\mathbf {X} ,m)}}}
Зауважте, що це рівняння є ні чим іншим, як переформулюванням теореми Баєса. Підставлення формул для апріорного, правдоподібності та апостеріорного, та спрощення отримуваного виразу ведуть до аналітичного виразу, наведеного вище.

## Інші випадки
Виводити апостеріорний розподіл аналітично в загальному випадку може бути неможливо або непрактично. Проте можливо наближувати апостеріорне методом приблизного баєсового висновування, таким як вибірка Монте-Карло або варіаційні баєсові методи.
Особливий випадок {\displaystyle {\boldsymbol {\mu }}_{0}=0,\mathbf {\Lambda } _{0}=c\mathbf {I} } називається гребеневою регресією.
Схожий аналіз може виконуватись для загального випадку багатовимірної регресії, і його частина забезпечує баєсову оцінку коваріаційних матриць: див. багатовимірну баєсову лінійну регресію.